# Omalosecosa ramulosa
Omalosecosa ramulosa är en mossdjursart som först beskrevs av Carl von Linné den yngre 1767.  Omalosecosa ramulosa ingår i släktet Omalosecosa och familjen Celleporidae. Arten är reproducerande i Sverige. Inga underarter finns listade i Catalogue of Life.